# Thelma i Louise
Thelma i Louise (títol original en anglès: Thelma & Louise) és una road movie de 1991 dirigida per Ridley Scott. Obtingué l'Oscar al millor guió original i el Globus d'Or al millor guió (que és de Callie Khouri). Protagonitzada pel duet Geena Davis (Thelma) i Susan Sarandon (Louise) en els papers principals, la pel·lícula explica com una excursió de cap de setmana de dues dones es transforma en una fugida a través dels Estats Units. Cal destacar, a més, la participació de Harvey Keitel, que interpreta per primera vegada el paper d'un heroi, i de Brad Pitt, per a qui aquest llargmetratge significà un gran impuls a la seva carrera.
Li va anar de poc que no veiés la llum, ja que el guió, escrit per Callie Khouri, suscitava molta desconfiança entre un bon nombre de productors i directors. De fet, era sobretot la temàtica que tractava allò que dificultava que els estudis l'acceptessin; en particular l'escena final, que és antològica, contrastava amb la producció clàssica de Hollywood. Fins i tot, quan es va estrenar, la pel·lícula va suscitar una intensa polèmica als Estats Units, bàsicament perquè presentava dues heroïnes que responien amb armes a la violència masclista. Malgrat tot, com que hom la pot classificar en la intersecció de diversos gèneres cinematogràfics, la cinta és avui considerada un “clàssic” que ha arribat a influenciar altres pel·lícules i obres d'art i ha esdevingut un mite del moviment feminista.

## La pel·lícula

### Argument
Thelma Yvonne Dickinson, ja a la trentena, és l'esposa frustrada i submisa de Darryl, un arquetip d'home masclista, inconscient del seu posat ridícul, ja que el seu complex de superioritat es veu reforçat per l'èxit professional. Louise Elizabeth Sawyer, amiga de Thelma i deu anys més gran que ella, l'ha convençuda per anar a passar un cap de setmana a la muntanya per esbargir-se. Deixen Arkansas i estan ben decidides a aprofitar aquestes hores de llibertat. S'aturen en un bar de carretera, on Thelma abusa de l'alcohol i, a l'aparcament del qual, un home intenta violar-la, però Louise arriba al darrer moment, treu un revòlver i impedeix la violació. Veient la vulgaritat i la provocació de l'home, dispara i el mata. Louise es nega categòricament a anar a la policia i decideix de fugir a Mèxic.
Louise telefona al seu amic Jimmy perquè li enviï diners a un motel d'Oklahoma City. L'homicidi es descobreix i, després d'una ràpida investigació, la policia segueix la pista de les dues dones. Els agents localitzen una trucada telefònica i es presenten a casa de Thelma i Darryl.

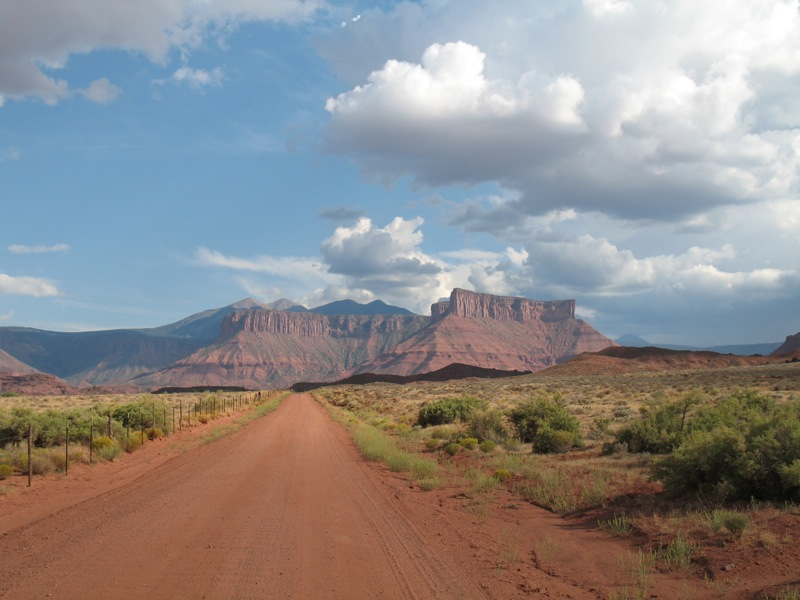

Thelma i Louise arriben a Oklahoma City. Jimmy ha portat els diners i aprofita l'ocasió per a demanar a Louise que es casi amb ell; ella ho refusa, tenint en compte la situació. Mentrestant, Thelma se'n va al llit amb un autoestopista jove i rebel, que els robarà els diners. Thelma és conscient que és responsable del robatori i, adonant-se de la desesperació en què s'enfonsa Louise a causa de la seva negligència, no troba cap altra solució que cometre un atracament, inspirant-se en les confidències que, al llit, ha arrancat al lladre.
La policia progressa en les seves investigacions, ja que l'atracament de Thelma va ser filmat per una càmera de vigilància; a més a més, troben Jimmy i l'autoestopista, que l'orienten cap a Arizona. Un dels policies, després d'assabentar-se que fa temps Louise va ser violada a Texas, comprèn que les dues dones potser són tant víctimes com culpables dels esdeveniments.
Una altra vegada a la carretera, Thelma i Louise són aturades per un policia per excés de velocitat. Llavors treuen el revòlver i, per neutralitzar-lo, el tanquen al maleter del cotxe patrulla. Continuen la fugida i avancen per tercera vegada un camioner que, com en les dues vegades anteriors, les interpel·la de manera insistent i amb paraules i gestos obscens. Aquesta vegada, el paren per exigir-li que s'excusi; ell, però, que -com a mascle se sent superior- s'obstina a no fer-ho. Aleshores elles se'n revengen fent-li explotar el camió cisterna.
Finalment, fan cap a la vora del Gran Canyó, a Arizona. Envoltades per un eixam de cotxes de policia, Thelma i Louise prefereixen la mort que la manca de llibertat, acceleren el cotxe i es precipiten per un penya-segat.

### Repartiment
- Susan Sarandon: Louise Sawyer
- Geena Davis: Thelma Dickinson

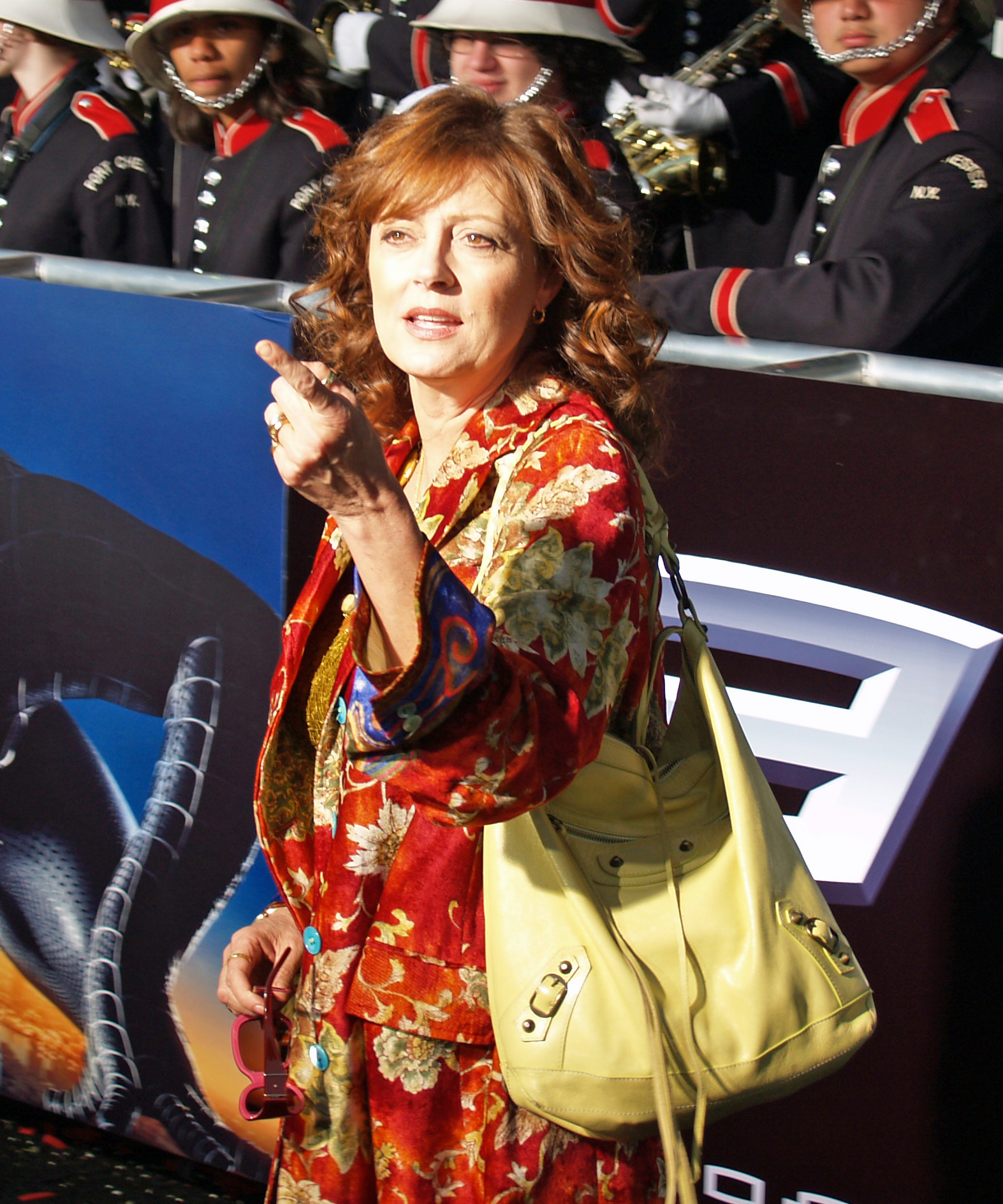

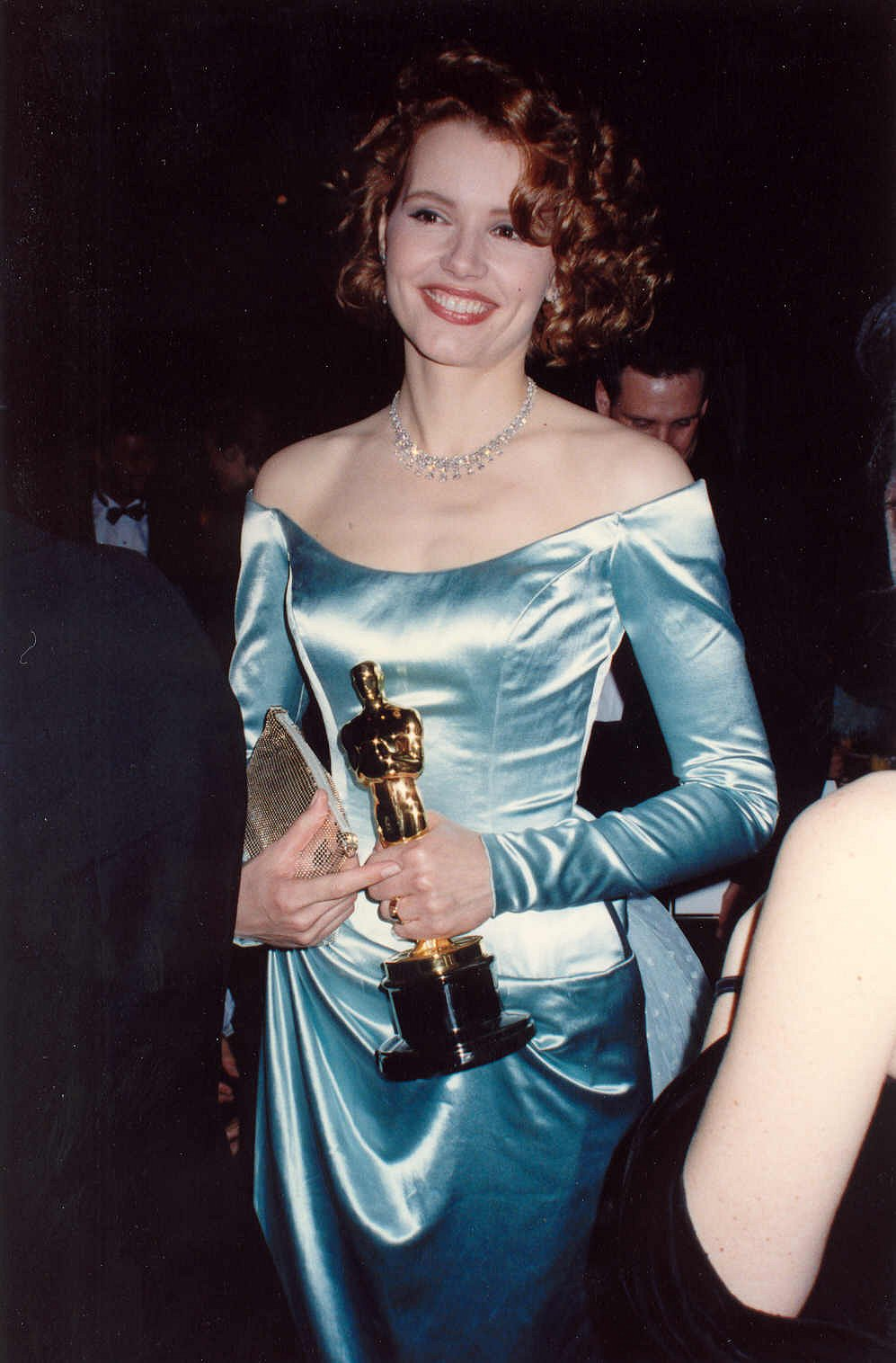

- Harvey Keitel: Hal Slocombe (l'investigador)
- Michael Madsen: Jimmy Lennox (l'amic de Louise)
- Christopher McDonald: Darryl Dickinson (el marit de Thelma)
- Stephen Tobolowsky: Max (l'agent de l'FBI)
- Brad Pitt: JD (l'autoestopista)
- Timothy Carhart: Harlan Puckett (el violador)
- Lucinda Jenney: Lena
- Marco St. John: el camioner
- Jason Beghe: el policia
- Noel Walcott: el ciclista

### Gènesi de la pel·lícula

#### Guió
El guió de Thelma i Louise va ser escrit per Callie Khouri qui en va rebre l'Oscar al millor guió original el 1991. Khouri va voler mostrar dues dones en un gènere fins aleshores exclusivament masculí. La idea li va venir en considerar que les pel·lícules americanes no creaven bons papers per a dones, ja que mai no són personatges que prenguin les pròpies decisions i que controlin el mateix destí. «Volia escriure alguna cosa que abans mai no hagués estat portada al cinema. Com a cinèfila, he estat alimentada pel paper passiu de les dones. No conduïen mai la història perquè no conduïen mai el cotxe.».
La guionista va participar molt en la creació de la pel·lícula, fins al punt que hi hagué qui l'anomenà la "tercera dona" de Thelma i Louise. Va col·laborar estretament amb Ridley Scott durant la preproducció, va participar en la tria dels actors i va ser present durant el rodatge. Per altra banda, com que el guió fou retallat, va aconseguir de mantenir-ne les seqüències que considerava més interessants, sobretot la de la violació i l'escena final.

#### Productor i director
Callie Khouri inicialment tenia la intenció de fer la pel·lícula comptant amb un pressupost d'un milió de dòlars. Va contactar amb diferents productors, però va obtenir diverses negatives. Finalment, el guió va arribar a les mans de Mix Polk Gitlin, a qui va agradar molt perquè li permetia de fer una pel·lícula en què el poder pertanyia als personatges femenins i, a més a més, animava les dones a escoltar-se i a tirar endavant els propis somnis, tot replantejant la concepció tradicional del repartiment de papers entre homes i dones. Giltin va augmentar el pressupost fins a setze milions de dòlars, va pensar en Michelle Pfeiffer i Jodie Foster per als papers protagonistes i va sotmetre el guió a Ridley Scott amb la intenció d'associar-lo com a productor.
A Ridley Scott el guió el va seduir pel fet de col·locar dues dones en els papers principals, cosa que contrastava amb la producció cinematogràfica clàssica. Tot i així, com que en aquells moments intentava produir una pel·lícula on es presentava un personatge masculí com a heroi, es va posar a cercar un altre director. Tanmateix, molts d'aquells a qui va presentar el projecte en van desconfiar i li van suggerir que dirigís la pel·lícula ell mateix. Com que el 1979 ja havia fet Alien en què una actriu, Sigourney Weaver, encarnava Ripley, un paper inicialment escrit per a un home, finalment va decidir de dirigir Thelma i Louise ell mateix.

#### Tria dels actors
Com que el procés de preparació de la pel·lícula havia durat força temps, Pfeiffer i Foster ja no estaven disponibles. Llavors que l'equip va triar Geena Davis i Susan Sarandon per encarnar, respectivament, Thelma i Louise. El fet que no fossin grans estrelles (però sí actrius poc o molt conegudes) es va considerar interessant, amb la finalitat de no induir cap idea preconcebuda sobre els dos personatges principals.
Geena Davis es va assabentar que circulava un guió amb dues dones en els papers principals i el va poder llegir. Li va agradar el personatge de Thelma i va fer un treball d'investigació sobre aquest personatge, que va presentar a Ridley Scott. Per altra banda, Susan Sarandon trobava el personatge de Louise molt interessant perquè no encarnava una dona d'allò més brillant; era, simplement, una dona que havia d'intentar seguir pel bon camí, malgrat les ferides: això li permetia de conduir la història tant en el sentit propi com en el figurat.
Harvey Keitel era el tercer dels actors coneguts en el moment de l'estrena de la pel·lícula. Fins aleshores, tots els altres actors només havien interpretat papers secundaris. Va encarnar l'inspector Hal Slocombe, un personatge interessant que oscil·la entre la missió d'investigador i policia i la simpatia que té per les dues dones; es tracta de l'únic personatge masculí que entén els actes i les motivacions de Thelma i de Louise (en una seqüència inèdita apareix al llit preguntant a la seva muller en quines circumstàncies seria capaç de cometre un assassinat). Gràcies a aquest personatge, Harvey Keitel interpretava per primera vegada un paper amable.

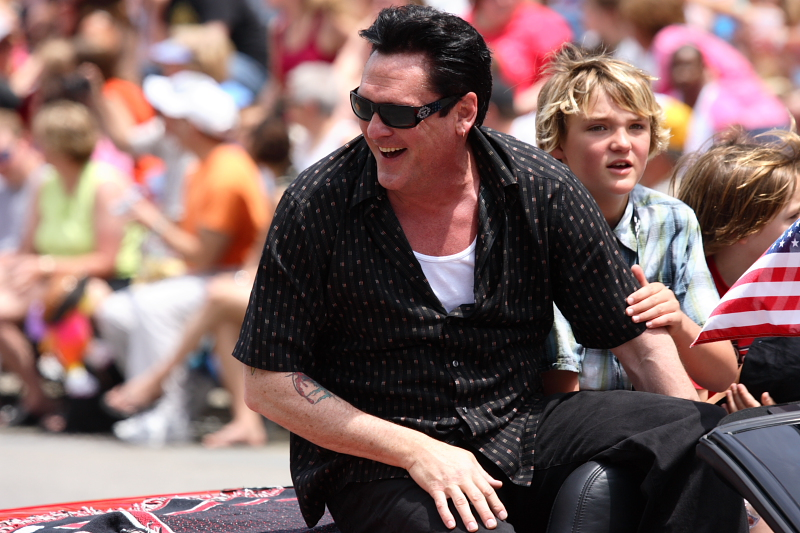
Michael Madsen

La tria de Christopher McDonald per interpretar Darryl va ser idea de Geena Davis; li van fer una prova per al paper del violador, però va ser molt més convincent encarnant el personatge del marit masclista. A Ridley Scott li n'agradava la gestualitat i, en particular, la manera que tenia de fer girar les claus a la mà en les primeres seqüències de la pel·lícula. També va valorar que McDonald arribés amb bigoti el primer dia de rodatge.
Callie Khouri coneixia Michael Madsen perquè havia interpretat un paper en una pel·lícula del seu marit (el també guionista, director i productor David W. Warfield). L'equip li va proposar en principi el paper del violador, però el va refusar. Va rebre llavors el paper de Jimmy, l'amic de Louise. Va contribuir molt a definir la seqüència en què Louise i Jimmy comparteixen una habitació del motel, molt diferent de com estava prevista al guió, en part reescrit per Susan Sarandon. Va interpretar el seu personatge alhora compassiu, violent i vulnerable, i hi va introduir la idea de la denúncia al matrimoni.
Ridley Scott va tenir molts problemes per a trobar l'artista que faria el paper de violador. Calia un actor amb una doble cara: havia de ser atractiu i encisador, perquè Thelma tingués ganes de ballar amb ell, i alhora ser també miserable i violent. Finalment va trobar que Timothy Carhart responia a aquestes característiques.
Per al paper de J. D., l'autoestopista, calia un actor amb un bon físic. Brad Pitt, que fins aleshores només havia interpretat algunes sèries de televisió, va fer una prova i va ser escollit. Callie Khouri el va voler veure per tal d'assegurar-se que tenia un físic a l'altura del paper; va obrir la porta, es trobà de cara Brad Pitt i es va quedar uns instants sense veu; però després va dir: «Crec que funcionarà».
Quan van proposar el paper d'agent de l'FBI a Stephen Tobolowsky, tot just havia acabat el rodatge de Crema Mississippi. Veia el personatge de Max amb una gran força, una pressió continua al llarg de tota la història.
A Jason Beghe li van assignar el paper de policia perquè en el moment de les proves va tenir la idea de fer plorar el seu personatge, tot i que no estava previst al guió. I pel que fa a Marco St. John, va acceptar d'interpretar el camioner obscè tot tement que després d'aquest paper ningú més no el voldria contractar.

### Direcció

#### Una barreja de gèneres
Thelma i Louise és una comèdia dramàtica en què es barregen altres gèneres com la buddy movie, la road movie, el western i el cinema policíac.

##### Buddy movie
La pel·lícula tracta sobre l'amistat entre dues dones de caràcter diferent. Thelma té una personalitat que evoluciona al llarg del film; primer és una jove mestressa de casa, espantadissa i ingènua, que tan sols vol divertir-se un cap de setmana. Arran de les tribulacions que pateix, esdevé més segura, alhora que s'adona del poder que té per incidir en l'evolució dels esdeveniments. Louise és més gran, més madura, més maternal, té més experiència, també en aspectes més dolorosos, i un potencial molt superior que el que necessita en la feina de cambrera en què treballa.
Al començament de la pel·lícula se'ns presenten les dues heroïnes de manera separada, cadascuna en el seu ambient quotidià, tot exposant aquesta diferència de caràcter. En concret, la seqüència de la preparació de les bosses de viatge mostra, per exemple, que Louise és organitzada, metòdica i pràctica, mentre que Thelma és infantil, impulsiva i inexperta. Apareixen juntes més endavant, en el moment de la partença de viatge; Louise s'encarrega del cotxe, i Thelma del revòlver.

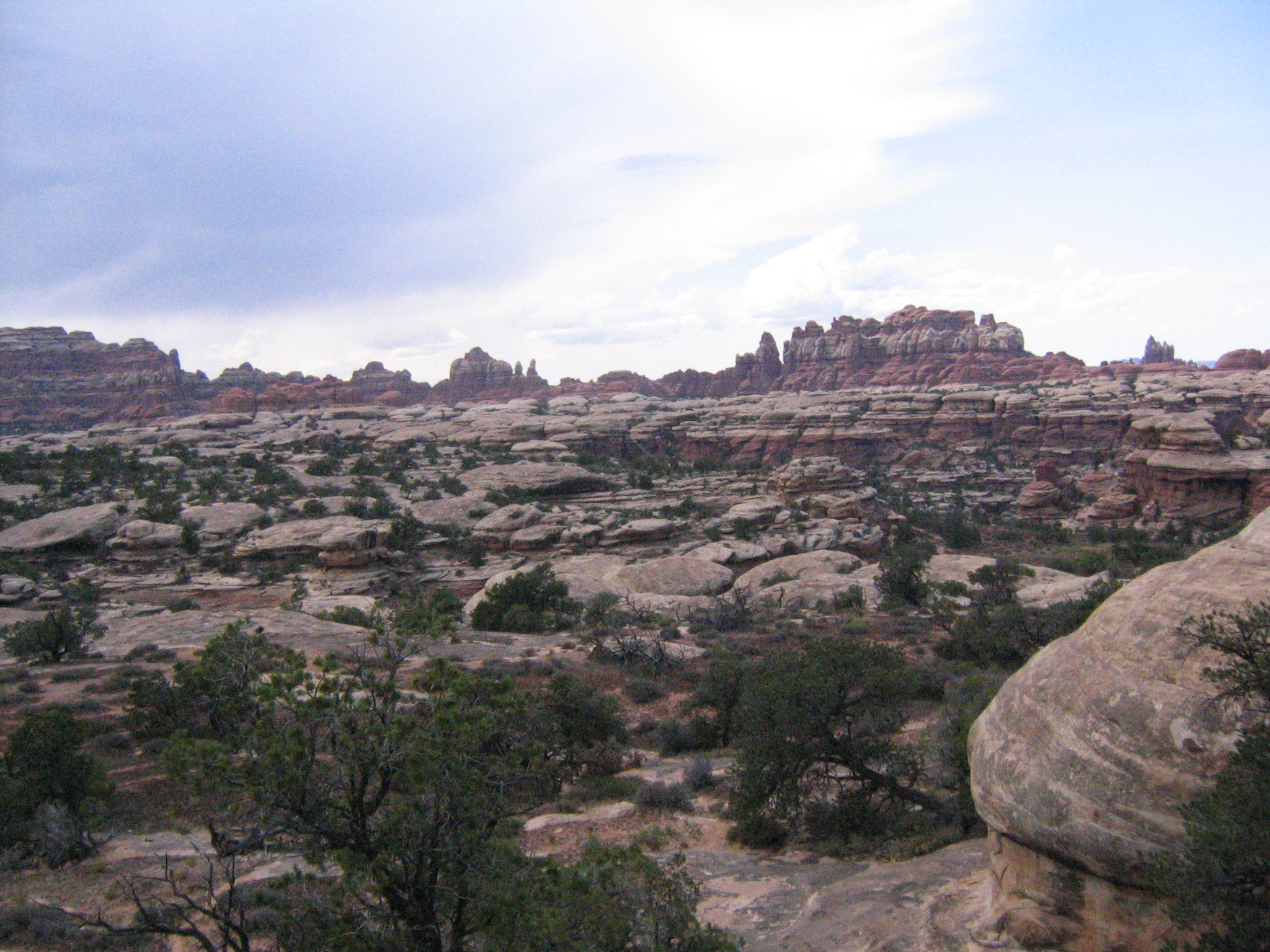

##### Road movie
L'essencial de l'acció passa a la carretera. Les dues heroïnes travessen els paisatges sumptuosos d'Arkansas i Arizona, en un Ford Thunderbird 1966 descapotable, amb el cabell al vent, la qual cosa evoca una sensació de gran llibertat. A més a més dels nombrosos plans visuals amb el cotxe en moviment, els pasatges són molt representatius de l'estil de vida nord-americà, associat a les llargues distàncies, la carretera i els elements que la configuren: brolladors de benzina, motels, botigues i serveis destinats als camioners.
Ridley Scott explica que el fet de ser europeu fou un avantatge en el rodatge d'aquesta pel·lícula. «Els americans viuen envoltats d'un munt de coses que ni tan sols veuen perquè formen part integrant de la seva cultura... Tanmateix, jo, en tant que no iniciat, puc anar amb cotxe a través del desert del sud-oest i extasiar-me davant quilòmetres i quilòmetres de pals de telèfon, cosa que l'americà mitjà considera del tot normal.»
Les carreteres dels Estats Units, tant ara com en l'època del rodatge, estan envoltades per les cadenes Motel 6, McDonald's i Burger King. La carretera de Thelma i Louise fa referència a un període anterior; Ridley Scott ha volgut evocar l'època de la mítica Route 66, fent evolucionar els seus personatges per motels barats i estacions de servei sense marca.

##### Western
Ridley Scott ha reutilitzat les tècniques cinematogràfiques dels westerns dels anys 50 del segle XX. Ha tornat als llocs de rodatge de nombrosos westerns a Utah, als voltants de Moab, que no s'havien fet servir per a llargmetratges des de l'època de John Wayne. Ha substituït els cowboys per automòbils i les diligències per camions, tot conservant-hi les mateixes tècniques fotogràfiques: col·loca els personatges dins del paisatge utilitzant plans generals o en plans parcials per donar idea de la immensitat del lloc. El paisatge esdevé un personatge més, esplèndid o amenaçador. Són les mateixes línies, volutes o núvols de pols (evocant la velocitat i les persecucions) aixecats pels unglots dels cavalls, les rodes de les diligències, i els pneumàtics de la Thunderbird i dels cotxes de policia.

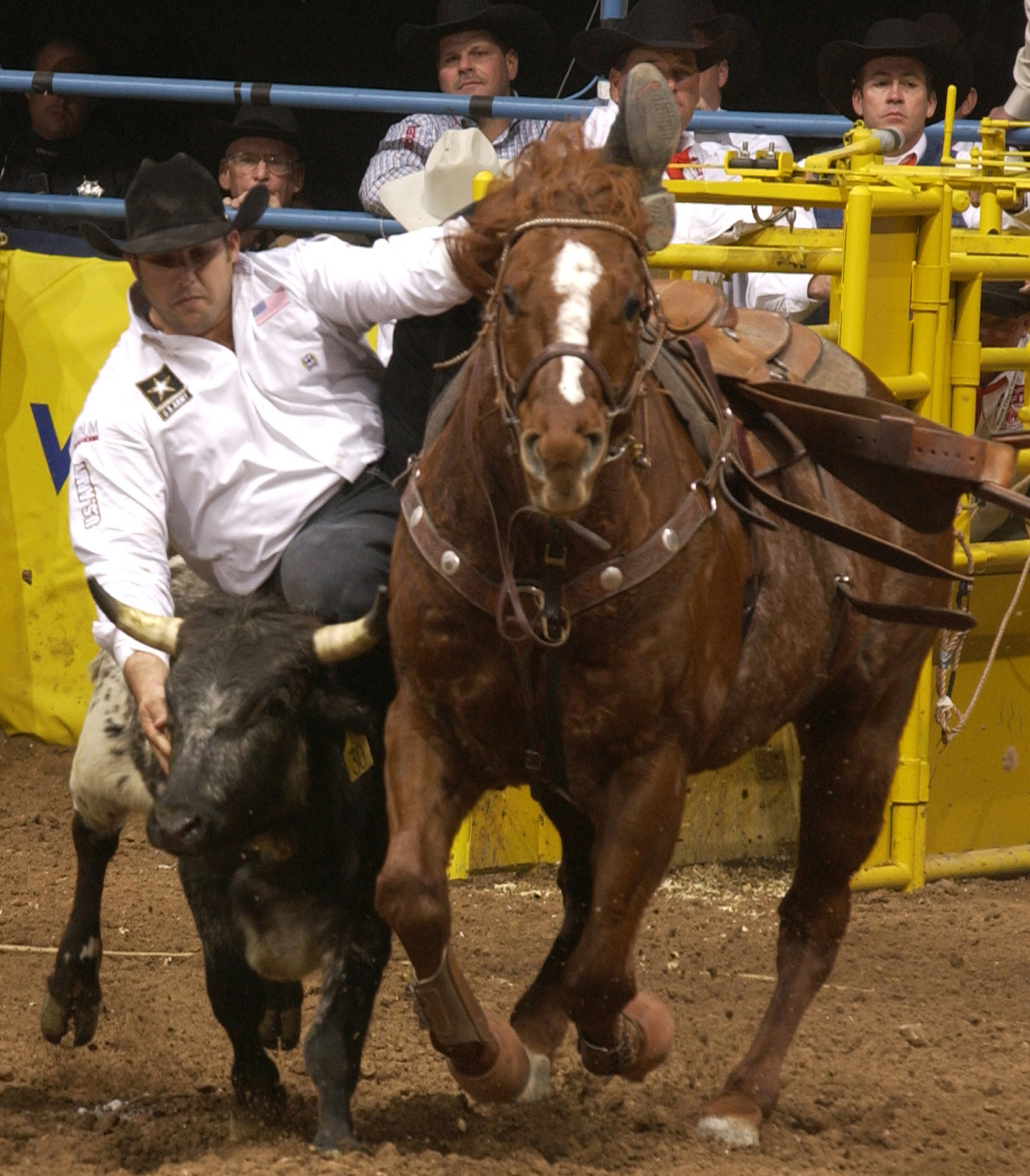

La trobada amb el camioner és l'exemple d'una seqüència típicament inspirada en el western: les dues heroïnes estan assegudes sempre en primer pla, d'esquena, mirant amb calma i determinació com s'acosta el «dolent», petit respecte a la massa del seu immens camió, a l'espera de la confrontació decisiva. Totes dues porten un atribut que les identifica infal·liblement en la mitologia del western: Louise, a la dreta, amb samarreta blanca, porta un barret de vaquer (el barret texà que ha intercanviat amb el vell per les seves joies), abans de treure-se'l fent-lo passar pel mig de la pantalla, com per insistir de cara a l'espectador sobre el «codi». Thelma, vestida de negre, té la mà sobre el maluc dret, en posició perfecta per agafar el revòlver que té al cinturó dels texans, a l'altura dels ronyons.
El camioner s'apropa, continuant la mala acció, com si volgués lligar, i no veu l'arma sortint del maluc de la dona, com les que es veuen penjades a la cintura dels personatges de l'univers de John Ford o de John Wayne. Després, fan una mena de concurs de tir de revòlver per destruir el camió. Així que finalment han vençut i ridiculitzat l'enemic, salten al cotxe sense obrir-ne les portes, exactament com els herois de l'«Oest Salvatge» feien saltant sobre el cavall en la precipitació, arranquen de cop i fan un parell de voltes de victòria, entonant el crit de l'oest, al voltant del dolent que s'amorra sobre la pols, mentre la càmera s'eleva per donar amplitud a la sortida cap a noves aventures. Aquesta escena també és típica de la clàssica imatge d'un rodeo i és l'ocasió perquè la passatgera de la Thunderbird recuperi el trofeu de la seva victòria, la gorra condecorada amb la bandera americana que ha perdut l'adversari en el moment de l'explosió. Aquesta escena de la gorra conté fins i tot una certa analogia amb aquelles dels indis portant posada la casaca d'un blanc.
La pel·lícula conté altres escenes emblemàtiques del western, començant per la presència de cavalls. Thelma i Louise s'aturen en una benzinera davant la qual hi ha un cavall lligat. Una altra seqüència ens mostra com el cotxe travessa un ramat de vaques guiat per cowboys a cavall.

##### Film policíac

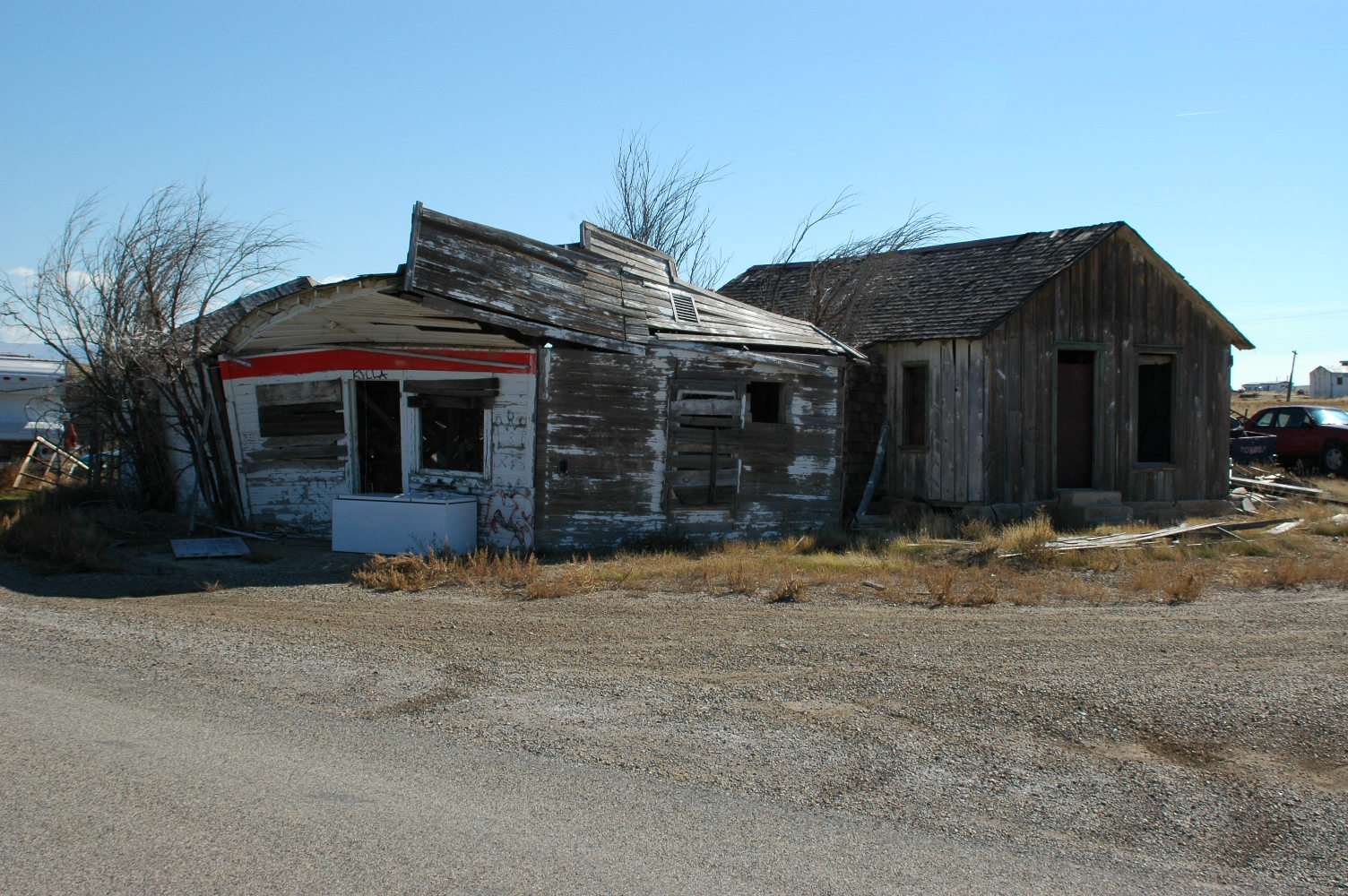

Es tracta de la història de dues dones que es veuen empeses pels esdeveniments a cometre delictes, cosa que les situa fora de la llei. Les seqüències de fugides, persecucions i actes comesos a mà armada per les heroïnes en acció s'alternen amb les de la policia que les empaita, Thelma i Louise reuneix tots els ingredients clàssics d'una pel·lícula policíaca. Sovint se l'ha comparada amb Bonnie i Clyde i amb Butch Cassidy and the Sundance Kid.
El recurs narratiu clàssic d'aquest gènere, que consisteix a crear el dubte sobre la real culpabilitat criminal de les heroïnes, aquí queda substituït per la intriga de saber si la policia les acabarà atrapant o bé si aconseguiran d'escapar-se'n.

##### Comèdia
L'humor és present en Thelma i Louise. La pel·lícula comença com una comèdia: després d'haver moralitzat dues joves clientes sobre la nocivitat del tabac, Louise es pren una pausa per encendre una cigarreta. Llavors telefona a Thelma que li pregunta si treballa, a la qual cosa Louise respon «No, estic fent de model per a Playboy». Segueix l'escena en què Darryl se'n va precipitadament de casa seva cap a la feina i, en la més pura tradició de la comèdia de situació, fa el ridícul en caure sobre els materials de construcció que hi ha al costat del cotxe.
Després de l'alternança de plans que mostren Thelma i Louise, totes dues preparant la bossa de viatge i que il·lustren amb insistència la seva diferència de caràcter, hom està disposat a somriure. Finalment, una curta seqüència ens mostra Louise als lavabos atapeïts del saloon, envoltada de dones empenyent-se mútuament per maquillar-se i pentinar-se davant el mirall. El to de comèdia s'acaba brutalment en el moment de la violació.
Més tard, l'humor reapareix. Sobretot en la seqüència de la infracció del límit de velocitat, quan Thelma apunta el policia i demana a Louise que destrueixi la ràdio, i primer destrueix la ràdio i després el dispositiu de comunicació policíac.
Ridley Scott explica que, en tractar-se d'un film de caràcter dramàtic, hauria pogut tenir un to més greu. Va preferir, tanmateix, d'introduir-hi una certa dosi d'humor, en considerar que els espectadors gaudeixen més amb una pel·lícula que els fa riure que no pas amb un drama eixarreït.

##### Drama
La pel·lícula presenta igualment un context dramàtic amb els temes de la violació i de la incapacitat de la societat a fer justícia a les víctimes d'aquest acte. La dimensió dramàtica també s'il·lustra amb la successió d'esdeveniments que atrapen involuntàriament les dues dones en una espiral de la qual no aconseguiran sortir. Al principi, Thelma és només víctima d'una temptativa de violació; per protegir-la, Louise apunta el revòlver cap al violador, però l'actitud provocant d'aquest acaba per fer que el matin. Arran d'aquest fet, les dues dones decideixen fugir cap a Mèxic. Pel camí algú els roba tots els diners i aleshores Thelma, que se sent responsable, comet un robatori a mà armada per poder continuar la ruta. Perseguides ara per dos delictes greus, es troben que han de neutralitzar un policia a causa d'un simple excés de velocitat, per evitar ser localitzades i detingudes. Aquesta successió d'esdeveniments les transforma en perilloses criminals als ulls de la llei i condueix inexorablement cap a la tràgica escena final.
Louise s'adona de seguida de l'engranatge fatal al qual estan enganxades, però cedeix a poc a poc la direcció de l'expedició a Thelma, probablement perquè sent que, de tota manera, la seva aventura acabarà tràgicament.
Aquesta dimensió dramàtica enfosqueix la pel·lícula, convertint-la per moments en «depriment, opressiva i sense esperança». Malgrat la fosa al blanc final, Scott no aconsegueix amagar totalment el destí tràgic dels seus personatges, cosa que una part del públic sent com una pèrdua de control total de les protagonistes sobre els esdeveniments i sobre el curs de la seva existència.

#### Llocs de rodatge

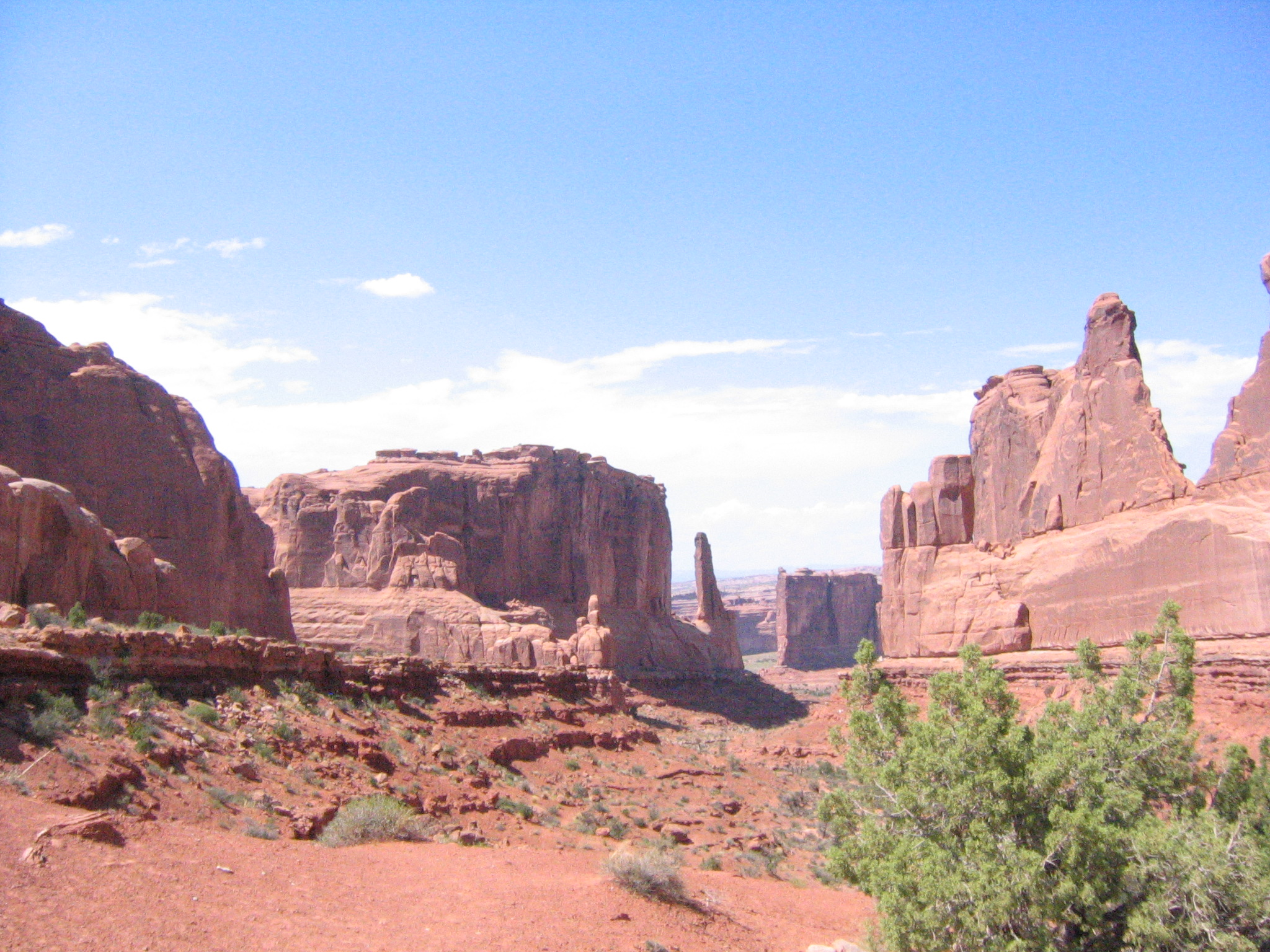

El guió preveia que les heroïnes sortissin d'Arkansas, voregessin Texas passant per Oklahoma i pel Nou Mèxic, i arribessin a Arizona (Grand Canyon). Ridley Scott va efectuar aquest trajecte per localitzar els exteriors, però va considerar que el projecte seria massa costós i va decidir efectuar els rodatges en un radi més petit, a partir de tres bases:
- Los Angeles (Califòrnia) on han estat rodades totes les escenes d'interiors.[9] Tarzana, al costat de Los Angeles, corresponia perfectament amb la petita ciutat d'Arkansas on les heroïnes residien. El restaurant on Louise treballava com a cambrera era en realitat el restaurant  DuPar  a Thousand Oaks. I pel que fa al saloon on les dues dones s'aturen al començament de la pel·lícula, es tracta d'un bar de Long Beach.[19]
- Bakersfield, també a prop de Los Angeles, que ofereix planures irrigades i paisatges similars als d'Arkansas.[9] Era igualment l'indret ideal per filmar trams de l'autopista d'Oklahoma.[19]
- Moab (Utah), que és el punt central d'una regió muntanyosa on s'han filmat molts westerns i que mostra esplèndids paisatges del Far West que poden evocar Arizona.[9] La seqüència on les dues dones circulen de nit tot rellevant-se ha estat filmada al Parc Nacional dels Arches. L'escena on Louise intercanvia les seves joies pel barret del vell ha estat rodada a Cisco. El vell, anomenat Ernest Vanderhof, era un figurant, veí de la zona.[26] L'escena final no va ser rodada al Gran Canyon, sinó a Dead Horse Point, un canyó més petit situat prop de Moab.

#### Música
La música de Thelma i Louise és una composició original de Hans Zimmer. Va escriure-la després d'haver concebut la música de Rain Man i de Days of Thunder. La seva música, una barreja de sonoritats electròniques acompanyades de la guitarra de Pete Haycock, té per objectiu, com totes les músiques de pel·lícula, sostenir l'acció i reforçar les emocions produïdes per la imatge.
La pel·lícula combina cançons procedents del rock i del country, per tal d'arrelar bé la pel·lícula a la cultura americana. Es tracta principalment de música diegètica, és a dir, de cançons que els personatges escolten. La pel·lícula comença amb Little Honey (Kelly Willis), la música ambiental del restaurant on Louise treballa. Tennessee Plates és interpretada en viu per Charlie Sexton al saloon on les dues heroïnes s'aturen. Al cotxe, acompanyen tot cantant el tema The Way You Do The Things You Do  (The Temptations) difós per la ràdio del cotxe.
Pel que fa al ciclista, no sent directament els crits del policia tancat al maleter del seu cotxe perquè escolta I Can See Clearly Now  (Johnny Nash) al seu walkman.

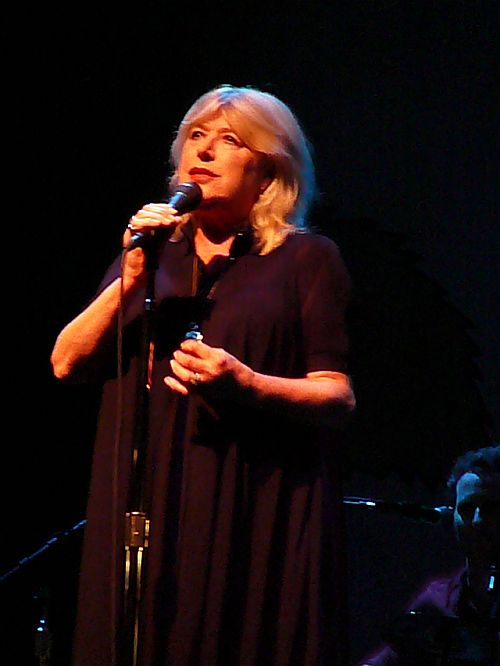

L'única cançó extradiegètica és The Ballad Of Lucy Jordan de Marianne Faithfull utilitzada en la seqüència on Thelma i Louise circulen de nit. Es tracta d'una música ambiental que serveix per posar els espectadors a to i no una música sentida pels personatges per la incoherència temporal entre la imatge i el so. En efecte, el muntatge de la seqüència suggereix que circulen fins a trenc d'alba, canviant de lloc darrere el volant, mentre que la cançó només dura uns quants minuts.
La tria musical està directament vinculada al tema de la pel·lícula, de tal manera que no només la música, sinó també les paraules donen suport al guió: No vull jugar a casa (I Don't Wanna Play House de Tammy Wynette), No miris enrere (Don't Look Back de Grayson Hugh). O No em puc separar de tu (I Can't Untie You From Me de Grayson Hugh), com a música ambiental del motel a primera hora del matí, just abans que en Jimmy se'n vagi. Pel que fa a The Ballad Of Lucy Jordan  de Marianne Faithfull, sembla resumir el personatge de Thelma:
"A l'edat de trenta-set anys, fa el que mai no ha fet, per París en un cotxe esportiu, un vent calent als cabells (...) el seu marit és a la feina, els seus fills són a l'escola, podria netejar durant hores o arranjar les flors, o córrer nua pels carrers ombrejats cridant al llarg del camí (...)".
L'última cançó de la pel·lícula és Better Not Look Down  de B. B. King, que les dues dones escolten quan troben el camioner per tercera vegada. La guionista Callie Khouri havia previst que aquesta cançó acompanyés l'escena final. En efecte, les paraules "Val més no baixar la mirada si vols continuar robant" haurien convingut per aquesta última seqüència. Tanmateix, Ridley Scott va preferir utilitzar-la per acompanyar la seqüència del camió-cisterna, valorant probablement que les paraules "Val més no baixar la mirada, prem l'accelerador, manté alta la velocitat" es podien adreçar igualment al camioner.

#### El Thunderbird 1966

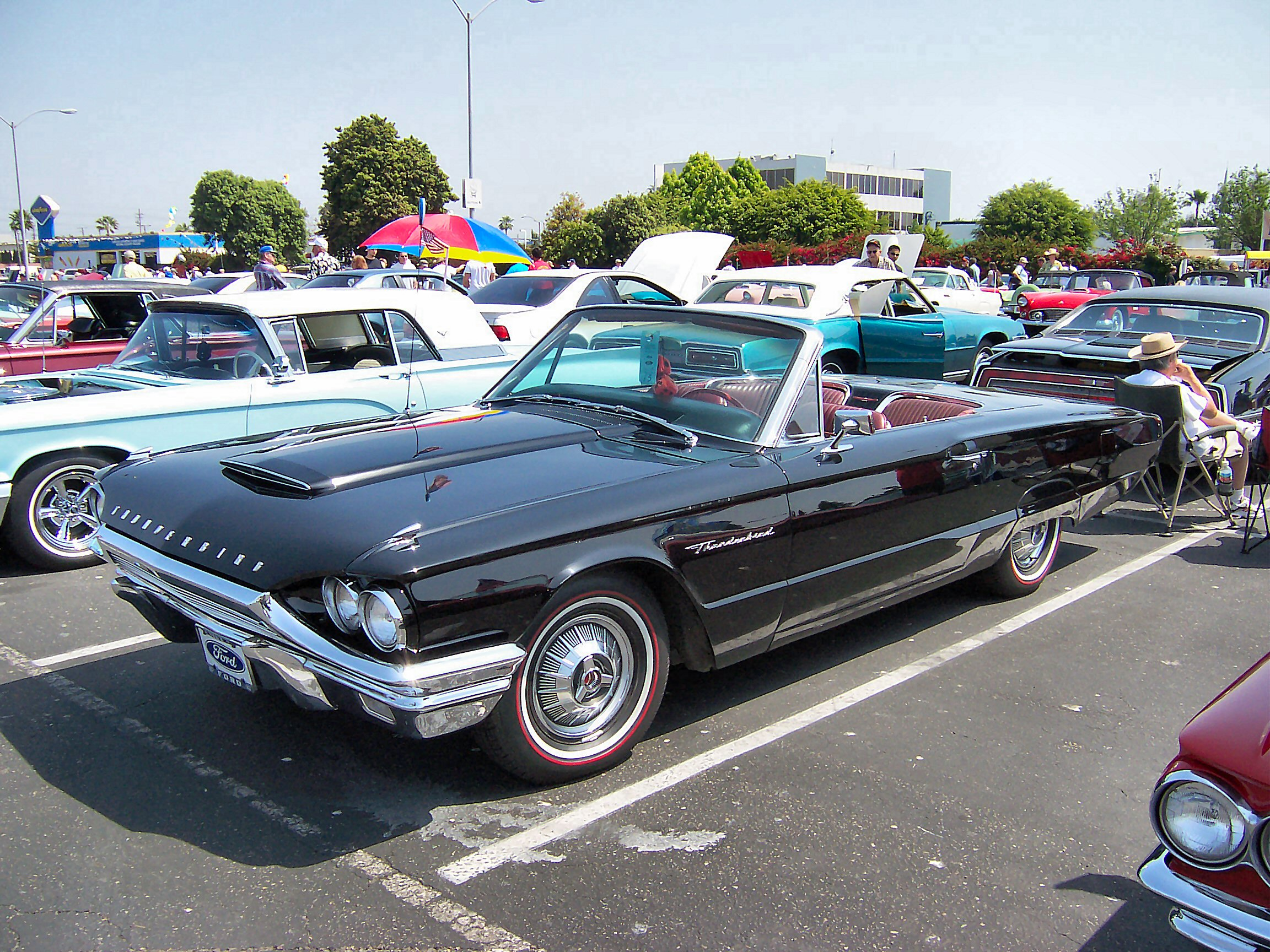

El Ford Thunderbird de 1966 verd descapotable de Louise ocupa un lloc important en aquesta road movie. És el cotxe que permet a les dues dones marxar el cap de setmana a les muntanyes i les porta cap al final fatal. Encara que aquest model sigui particularment inadequat per efectuar llargues distàncies, presenta una altra funció: exposar el seu conductor a la mirada dels altres usuaris de la carretera, dels vianants o, en aquest cas, apropar les dues heroïnes a l'espectador.
L'afecte de Louise pel seu Thunderbird és palès en diverses situacions:
Tement ser localitzades pels policies, Louise declara: "per primera vegada, lamento que el meu cotxe sigui verd". Quan travessen un ramat de vaques, crida: "No em ratlleu el cotxe!". El diàleg següent encara il·lustra millor aquest afecte. En la seqüència en què arriben al motel just després de l'homicidi, Thelma demana les claus a la seva amiga:
— Louise: "No toquis aquest cotxe!"
— Thelma: "Les meves coses són al maleter. Déu meu, t'estimes més el teu cotxe que la gent!"
— Louise: "La majoria de la gent m'avorreix, però aquest cotxe permet escapar-me'n".
Durant la fugida, les dues van abandonant o perdent el que posseeixen. Louise perd els diners, sens dubte també la feina i el seu amic, però es queda amb el seu cotxe.
Amb tot, serà aquest Ford el que les conduirà a la seva perdició: com explica l'inspector Hal a Darryl, hi ha testimonis que han vist un T-66 verd marxar de l'aparcament després de l'homicidi. És gràcies a aquesta descripció que, consultant una base de dades a l'ordinador, Hal descobreix la identitat de Louise Sawyer. El Thunderbird serà igualment un element crucial de l'escena final.
Per realitzar la pel·lícula han calgut, segons les fonts, entre cinc i set Thunderbird's idèntics. Un cotxe era utilitzat com a cotxe principal, un segon com a vehicle de reserva i el tercer com a vehicle "traveling". Els altres cotxes només van servir per les escenes de risc. El primer dia de rodatge, un dels cotxes es va cremar. No va ser fàcil trobar tants exemplars d'aquest model ja antic, l'equip va necessitar més de sis setmanes per trobar-los. Alguns cotxes van ser reconstruïts a partir de peces soltes.
En el rodatge d'algunes seqüències, sobretot els plans on Thelma (Geena Davis) parla amb J.D. (Brad Pitt) assegut al seient del darrere, el cotxe es trobava al mig del trànsit real. Susan Sarandon havia d'interpretar aleshores el seu personatge tot estant atenta a la circulació de la carretera.

#### L'escena final
Si la pel·lícula reprèn nombrosos temes clàssics del cinema, la seva escena final sorprèn per la ruptura que representa en relació amb el final feliç habitual d'aquest gènere cinematogràfic.

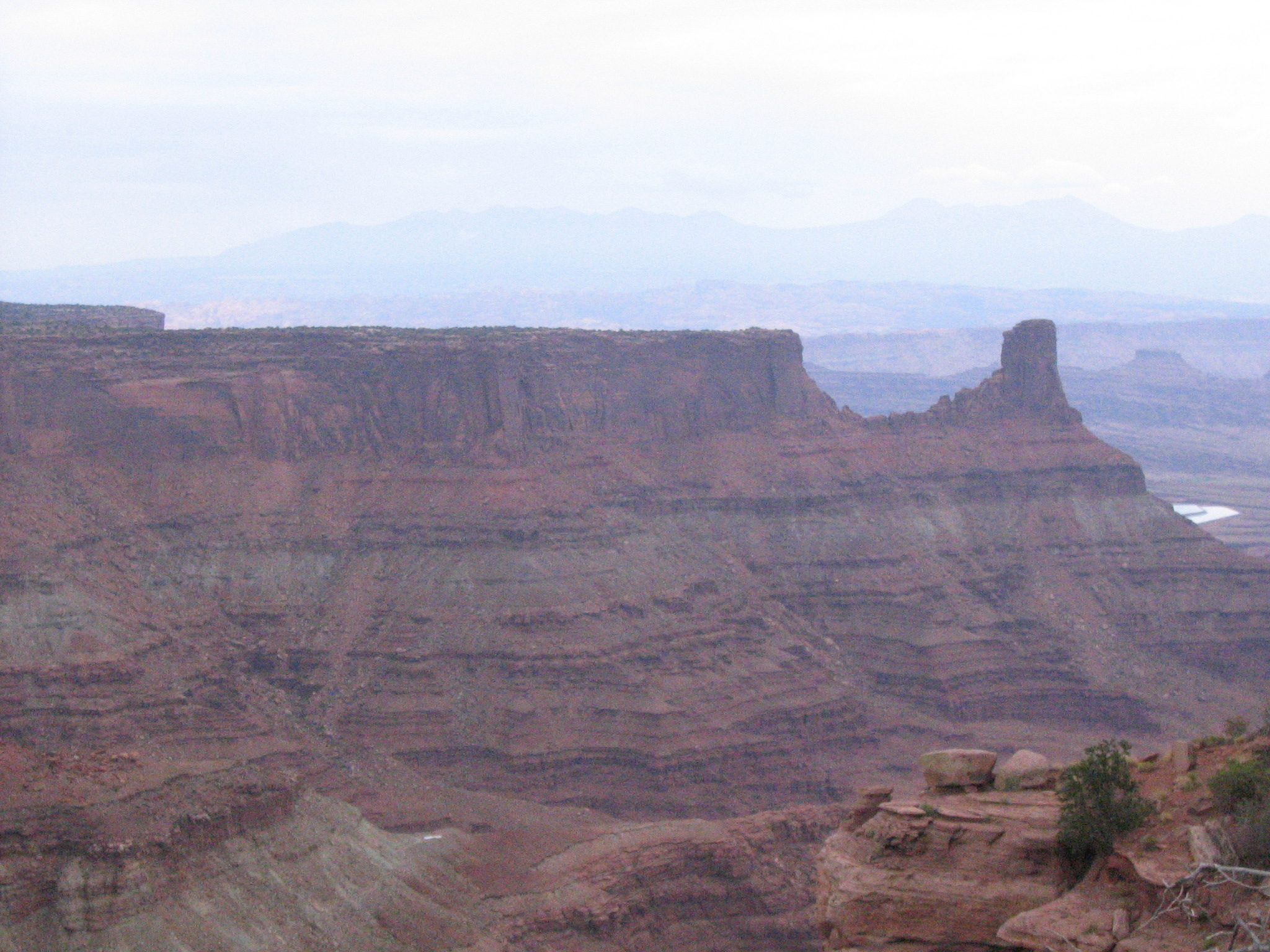

##### Descripció
En la persecució final, havent perdut momentàniament de vista els cotxes de policia, Louise atura per fi el cotxe a la vora del Gran Canyon, davant d'un precipici. Tanmateix, de sobte sorgeix un helicòpter del congost, mentre que les forces de l'ordre obstaculitzen la seva retirada, apuntant amb els seus fusells i donant-los l'ordre de rendir-se. Louise carrega el seu revòlver explicant a Thelma que no vol rendir-se. Tanmateix, aquesta li diu:
— Thelma: "Escolta Louise! No ens deixarem agafar."
— Louise: "Què vols dir?"
— Thelma: "Continuem avançant!"
— Louise: "És a dir?"
— Thelma, indicant la direcció del canyó: "Som-hi!"
— Louise, esbossant un somriure: "N'estàs segura?"
— Thelma: "Sí, fes-ho!"
Louise abraça Thelma i engega el cotxe, Hal es llença al seu darrere, corrent. Alternança de plans ensenyant el cotxe que accelera i Hal, al ralentí, intentant atrapar-les tot batent els braços per atreure la seva atenció. Les dues dones es donen la mà, la foto instantània feta al començament de la pel·lícula s'envola del seient del darrere. S'intercanvien un somriure, amb la mateixa expressió que tenien al començament de la pel·lícula quan començaven el seu viatge. Louise prem l'accelerador. El cotxe salta al canyó, el seu vol planant en el buit és sostingut per la banda sonora composta sobretot de veu. El cotxe, filmat en contrapicat, recorre al ralentí un arc sobre els núvols. I la imatge del cotxe s'atura al centre de la pantalla.

##### Concepció
Callie Khouri va tenir la idea de la pel·lícula imaginant des del principi el salt final de les heroïnes al Gran Canyon, i va escriure el guió començant per aquest final.
Això va fer que un bon nombre de productors rebutgessin la història, perquè els feia por que el públic acceptés malament aquest desenllaç. No obstant això, Khouri va insistir perquè l'escena figurés a la pel·lícula, considerant que un final clàssic hauria convertit la pel·lícula en una història banal. Fins i tot, durant el rodatge, Ridley Scott encara va rebre pressions de la producció perquè en canviés la fi. Però, a falta de trobar una escena amb prou intensitat, va continuar sent fidel al guió.
Mantenint aquest final, Ridley Scott va voler transformar els personatges en heroïnes i donar a la seva mort una certa dimensió de noblesa.

##### Una emoció ambivalent
Aquest final suscita una emoció ambivalent. L'escena es pot percebre alhora com un alliberament total o com una impossibilitat d'escapar a la sort altrament que per la mort. Pot interpretar-se tant com una victòria de les heroïnes que com el final tràgic de dues víctimes d'un sistema abusiu.
Als qui critiquen el final pessimista de la pel·lícula, Susan Sarandon respon: "Durant tota la pel·lícula, els personatges es van situant fora de la llei. Seria més aviat un fracàs reintegrar-les finalment dins del sistema".
El fet que les heroïnes somriguin quan el cotxe salta cap als núvols i que aquesta seqüència acabi en una fosa al blanc, pot donar a aquest final una dimensió mística; no es mostra ni la mort de les dues dones, ni l'esclafament del vehicle., el que permet considerar la idea que continuen vivint, eventualment en un més enllà. Aquesta idea ha estat d'altra banda recolzada per la difusió d'una samarreta amb la frase "Thelma & Louise Live forever!" (Thelma i Louise viuen per sempre!) poc després de l'estrena de la pel·lícula.

##### L'altre final

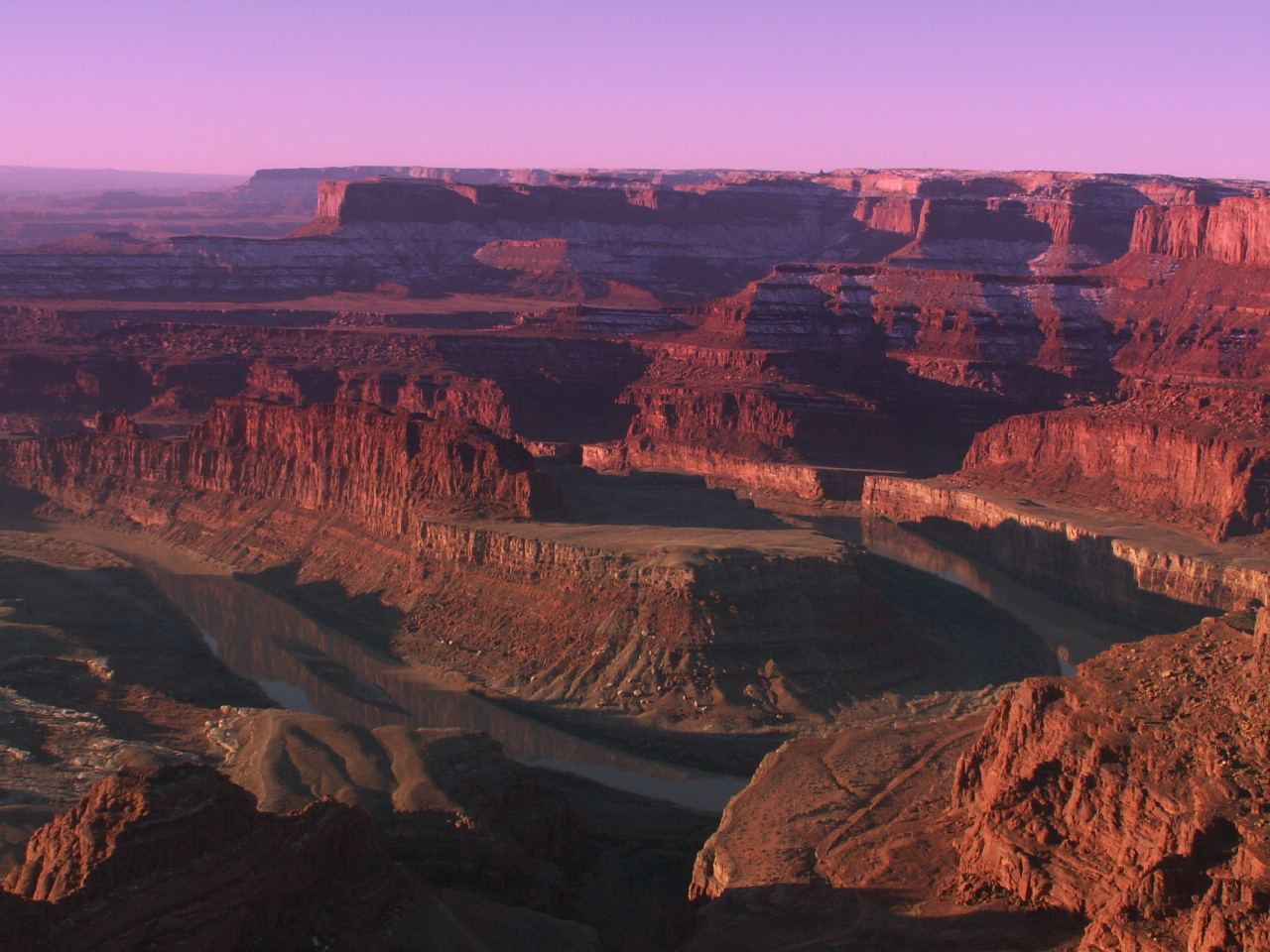

Ridley Scott va preveure un final lleugerament diferent, que finalment no es va gravar. Aquest final alternatiu és el següent:
La seqüència comença de la mateixa manera, però en lloc que la imatge s'aturi amb la fosa al blanc, el cotxe continua el seu moviment, i la seva caiguda cap al fons del congost és filmada al ralentí. Hal corre fins a la vora del canyó i mira cap avall, mentre que l'helicòpter vola darrere seu. Els policies deixen a terra les seves armes i caminen fins a la vora del precipici. Un pla bastant llarg mostra Hal mirant tristament cap a l'abisme. Abans que el cotxe toqui el fons, canvi de pla: la pel·lícula s'acabava mostrant el cotxe que circula cap a l'horitzó per una pista de terra aixecant polseguera, enmig d'un paisatge verdejant que s'estén fins a una muntanya obaga.
Aquest paisatge verdejant apareix d'altra banda en un pla fix del començament, i encara quan s'inicia la persecució final, la qual cosa permet anunciar el final pròxim de les heroïnes.
Encara que sigui més explícit en el seu missatge, que vol que les dues dones continuïn la seva ruta, aquest final és més pessimista. Es veu el cotxe caure al canyó i es concedeix més atenció a les reaccions culpables o tristes dels homes. Ridley Scott va preferir la versió gravada perquè es concentra en les dues dones i no eclipsa la seva decisió.

#### Anècdotes

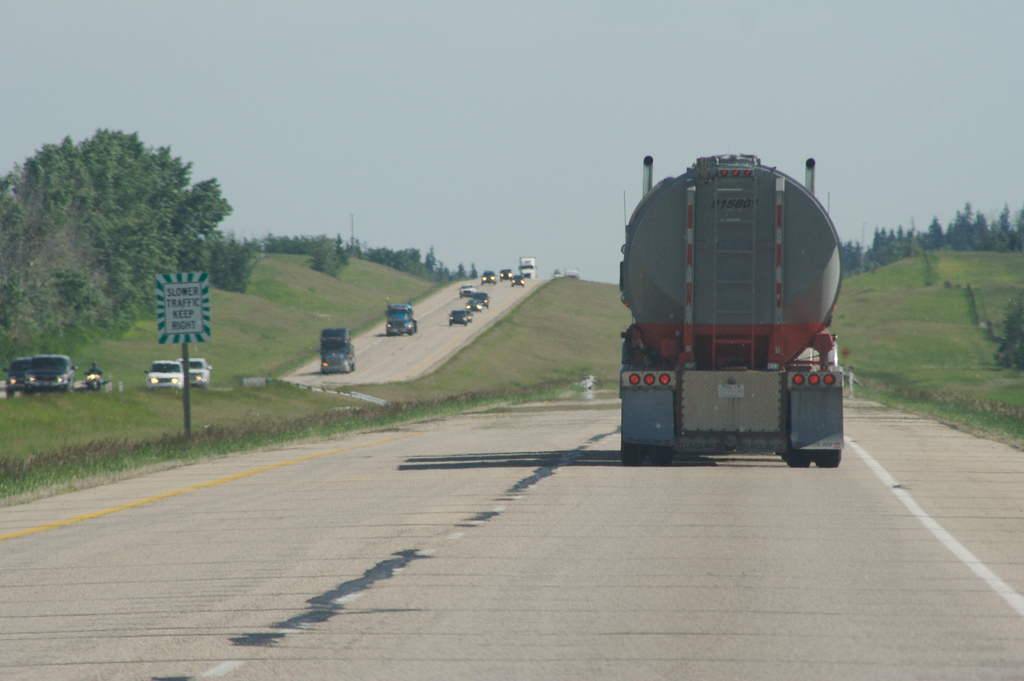

Al guió no estava previst que Darryl (Christopher McDonald) caigués al costat del seu cotxe quan surt precipitadament de casa per anar a treballar; l'actor duia sabates noves i va relliscar a la primera presa de vistes, però va decidir continuar interpretant mentre la càmera filmava. Al final de la presa, Ridley Scott va declarar que es podien refer algunes preses suplementàries, però que la primera era la bona.
En l'escena on Louise vomita al costat del cotxe, Susan Sarandon escup en realitat clara d'ou.
Alguns plans de la seqüència de la violació van ser interpretats per una doble de Geena Davis. En canvi, encara que li van proposar reemplaçar-la a l'escena sexual amb Brad Pitt, Geena Davis va preferir interpretar-la ella mateixa
Quan Darryl persegueix J.D., Christopher McDonald volia matar literalment Brad Pitt i era retingut per sis homes. Va haver de reinterpretar vuit vegades l'escena, i l'endemà va tenir cruiximents.
Quan explota el camió cisterna, hi havia càmeres que filmaven les cares de Geena Davis i de Susan Sarandon per utilitzar les seves autèntiques reaccions. Tanmateix, en el moment de l'explosió, no van canviar gens d'expressió. Va caldre doncs reinstal·lar el material de rodatge, simular la flamarada i la llum de l'explosió i demanar que tinguessin una reacció més expressiva.

### Temes de la pel·lícula

#### La llibertat

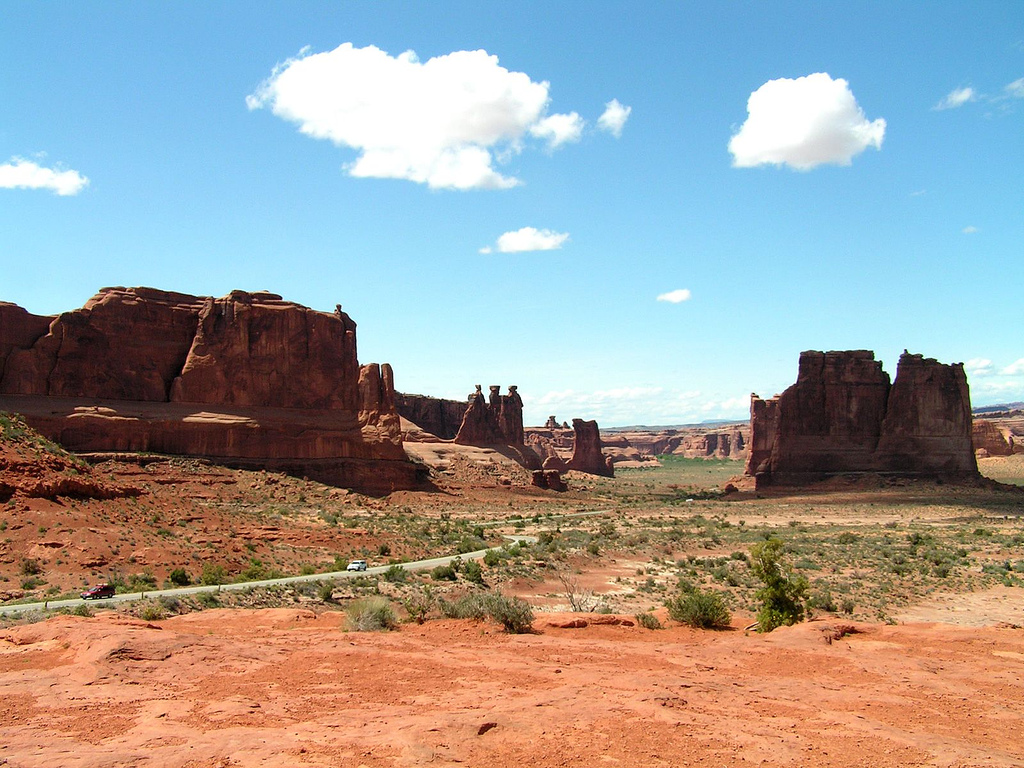

Una de les sensacions que es desprèn de la pel·lícula és el sentiment de llibertat. Les dues heroïnes decideixen escapar-se, durant un cap de setmana, de la grisor quotidiana, de la pesantor de la parella i de l'horitzó limitat de la ciutat tot viatjant en cotxe i travessant grans espais desèrtics i paisatges naturals sublims. Al principi es tracta d'alliberar-se temporalment de les cuines respectives (la de casa per Thelma i la professional per Louise), « tan sols la necessitat d'una mica d'aire i de veure país ». Aquest aspecte també comporta la llibertat de deixar-se anar, de beure alcohol, de divertir-se, com per atrapar el temps perdut. O encara per conèixer per primera vegada la satisfacció d'una relació sexual, ja que l'accés a la llibertat és eròtic<.
Les dues dones s'enfonsen a poc a poc en un engranatge que les empeny igualment a saltar-se les lleis i a sentir el plaer de fer-ho, fins a cometre crims en una mena de «desesperació joiosa».
Tanmateix, aquesta llibertat serà de curta durada. Scott mostra que l'Amèrica prometedora de llibertat dels mites i llegendes, amb cel blau i verdes planures, no ho és per tothom. Aquesta distància entre promesa i difícil realitat dona a la pel·lícula la seva mordacitat i el seu tret incisiu pel que fa a les veritats i els límits del "somni americà".

#### La violació
El tema de la violació és omnipresent a la pel·lícula. És la seqüència fonamental sobre la qual descansa tota la trama, ja que transforma una simple sortida d'esbarjo en una dramàtica fugida a través dels Estats Units.
Cap al final de la pel·lícula, Thelma pregunta a Louise si pensa arribar a un acord amb Hal, el policia que les persegueix. Efectivament, per telèfon, aquest fa servir la seva informació sobre "el que va passar a Texas" (presumiblement una violació) per tractar de persuadir Louise i fer-li entendre que comprèn la seva actitud, intentant alhora tenir-la el màxim de temps al telèfon per localitzar-la.
Aquest tema comporta igualment el de la venjança. Si l'assassinat de Harlam va ser en certa manera accidental - encara que ja signifiqués la venjança de Louise contra l'home que la va violar en el passat, punt clau per entendre la seva reacció -, Louise i Thelma desenvolupen una venjança conscient contra els pilars bàsics del patriarcat en general.
Després de l'assassinat, Thelma es delecta nerviosament amb la mort de Harlam, ridiculitza els seus gestos i expressions i admet alegrar-se del que ha passat, fins al punt de lamentar no haver disparat ella mateixa.
Per la seva part, Louise intenta esborrar de la seva memòria la violació consumada anys enrere a Texas. Això és una característica del seu personatge, i és evocat durant tota la pel·lícula.
Hi ha qui ha considerat Thelma i Louise com una pel·lícula sobre la violació. I des d'aquesta perspectiva, representa un feminisme crític i resistent.

#### L'emancipació i l'autorealització
Un tercer tema de la pel·lícula és el de l'emancipació femenina, la Piràmide de les necessitats de Maslow, la presa de control de les dones sobre la seva vida, l'empowerment. Thelma i Louise són confrontades a esdeveniments que les empenyen a escollir una altra vida. Aquesta presa de control sobre el seu cos i la seva vida passa per la reapropiació del revòlver, un objecte que ocupa un paper central en la mitologia americana com a instrument d'autonomia. L'emancipació és igualment una característica del personatge de Thelma que es veu transformada al llarg de la pel·lícula.
Alguns destaquen que aquesta autorealització passa per la presa de consciència de les heroïnes de la fatalitat que assumeixen justament perquè n'han combatut, amb «una energia bruta», l'engranatge, el pes i les conseqüències.

#### La transgressió de gènere
Un últim tema important de la pel·lícula és el de la transgressió de gèneres sexuals. Al fil de la història, les dues heroïnes abandonen les seves vestimentes femenines per adoptar una aparença més masculina. La transgressió de gènere es produeix igualment pel seu comportament: queden fora de la llei i adopten gests i actituds virils. La pel·lícula inverteix finalment les relacions de gènere a l'espai presentant dues dones que se'n van a la conquesta de l'Oest, mentre que els homes les esperen a la llar.

### Premis i nominacions
| Any  | Premis      | Categoria                    | Candidat/a               | Resultat   |
| ---- | ----------- | ---------------------------- | ------------------------ | ---------- |
| 1992 | Oscar       | Millor guió original         | Callie Khouri            | Guanyadora |
| 1992 | Oscar       | Millor actriu                | Geena Davis              | Nominada   |
| 1992 | Oscar       | Millor actriu                | Susan Sarandon           | Nominada   |
| 1992 | Oscar       | Millor director              | Ridley Scott             | Nominat    |
| 1992 | Oscar       | Millor fotografia            | Adrian Biddle            | Nominat    |
| 1992 | Oscar       | Millor muntatge              | Thom Noble               | Nominat    |
| 1992 | Globus d'Or | Millor guió                  | Callie Khouri            | Guanyadora |
| 1992 | Globus d'Or | Millor pel·lícula dramàtica  | Mimi Polk Gitlin (prod.) | Nominada   |
| 1992 | Globus d'Or | Millor actriu dramàtica      | Geena Davis              | Nominada   |
| 1992 | Globus d'Or | Millor actriu dramàtica      | Susan Sarandon           | Nominada   |
| 1992 | César       | Millor pel·lícula estrangera |                          | Nominada   |

## Rebuda de la pel·lícula pel públic

### Polèmica a l'estrena de la pel·lícula
A la seva estrena, la pel·lícula va obrir una polèmica als Estats Units. Alguns la van considerar com una pel·lícula formidable, d'altres com perillosa. Es van poder llegir reaccions molt entusiastes: «És el primera pel·lícula que mostra realment la veritat», «Jo he vist la meva vida interpretada davant dels meus ulls». En canvi, altres persones van tenir paraules hostils: «És l'elogi d'una violència transformativa... Un tema explícitament feixista », « Justifica els atracaments a mà armada, la massacre d'homes i la conducció en estat d'embriaguesa crònica com a exercicis d'elevació sense consciència ».
També es va sentir dir: «És una pel·lícula molt dura, molt corrosiva, tan molesta moralment i intel·lectualment com Hollywood pot ser-ho», Una pel·lícula que anima les dones a utilitzar armes» i, fins i tot, «És és el final de la civilització occidental ».
La polèmica al voltant de Thelma i Louise va superar el marc estrictament cinematogràfic fins al punt de merèixer la portada del Time el 24 de juny de 1991.

### Una pel·lícula feminista
En les filmografies feministes s'ha definit Thelma i Louise com una pel·lícula feminista.
Tanmateix, l'abast exacte d'aquest caràcter feminista va provocar un cert debat al si dels moviments antisexistes. Alguns li retreuen que presenti dues dones comportant-se com a homes, o només reaccionant en funció d'actes comesos per homes. Altres critiquen el fet que Thelma i Louise, tot cometent delictes i prenent la seva revenja contra homes, donen una mala imatge de les dones que s'alliberen de l'opressió masclista, el que perjudica la causa feminista.
D'altres encara s'interroguen sobre aquest caràcter feminista a causa del final tràgic de les dues heroïnes. No obstant això, Thelma i Louise és una de les poques pel·lícules on dues dones són els personatges principals i on, a més, se les mostra responent a les injustícies que les envolten pel sol fet de ser dones tot tractant, des d'una perspectiva feminista, diverses qüestions vinculades a les desigualtats entre dones i homes, com l'emancipació femenina i la violació. A més a més, quan en l'escena final Thelma i Louise s'agafen la mà per saltar amb el cotxe formen, al bell mig de la pantalla, un puny aixecat, símbol de contestació i de combat (social o polític).
La pel·lícula va representar una catarsi per moltes dones pel fet de veure les protagonistes reaccionar contra situacions sexistes i de violència sexual. Nombroses dones es reconeixien des d'aleshores en aquesta «emancipació de les dones a través de les seves escapades», i consideren l'obra com una pel·lícula de culte. Hi ha dones que el 2001 van anar al Gran Canyon per commemorar els deu anys de la pel·lícula, d'altres que visiten els llocs de rodatge.
Aquesta pel·lícula també ha estat igualment objecte d'estudis i de publicacions universitàries.

### Debats sobre el caràcter misantrop de la pel·lícula

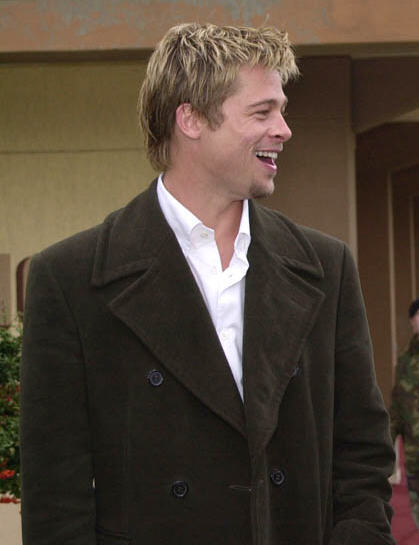

Segons certes crítiques denunciant el caràcter misantrop de Thelma i Louise', la pel·lícula és considerada «anti-homes» perquè els presenta sota el seu pitjor aspecte: un marit masclista, un violador, un camioner obscè. «Tots els homes són uns malparits (...). Homes nefastos, viciosos, mesquins, frustrats i brutals, que no paren de perseguir-les», «és degradant pels homes, amb estereotips patètics de comportaments a la testosterona emprenyada», «és una pel·lícula contra els homes, plena d'odi».
D'altra banda, la pel·lícula glorifica les heroïnes que malmenen aquests homes, les fa simpàtiques i rehabilita el seu comportament tot responsabilitzant els homes de les seves malifetes. La rèplica de l'inspector a l'autoestopista «Et consideraré personalment responsable d'una part del que els passi» és citada per defensar aquesta tesi.
Els membres de l'equip de la pel·lícula, sorpresos per aquestes acusacions de misantropia, avancen la varietat dels personatges masculins: a més a més del marit masclista, el violador i el camioner obscè, hi ha Hal, el policia comprensiu; J. D., brètol de poca envergadura, alhora lladre i seductor o Jimmy, l'home sensible, irascible però benintencionat que acaba demanant Louise en matrimoni, sofrint profundament de la ruptura però respectant les tries de la seva companya.
Entre els personatges de tercer ordre, hi ha el dependent honrat que suggereix a Thelma de comprar l'alcohol en un envàs més gran. O encara el vell amb qui Louise intercanvia les seves joies pel seu barret en una escena on semblen compartir les mateixes condicions de vida en un indret de la fi del món i haver desenvolupat espontàniament una complicitat permetent-los comprendre's per una simple mirada. Inversament, no totes les dones presentaen el seu millor aspecte. Si s'exceptuen Thelma, Louise i la cambrera (que, al començament, demana a Harlan que no molesti les seves clientes abans de convèncer Hal de la innocència de les dues dones), els personatges femenins són presentats negativament: als lavabos del saloon hi ha una escena on les dones s'empenten ridículament davant el mirall per pentinar-se i maquillar-se; la cambrera del motel a Oklahoma fa una reflexió idiota i fora de lloc a Louise després que Jimmy l'hagi deixat.

### Debats sobre el caràcter violent de la pel·lícula

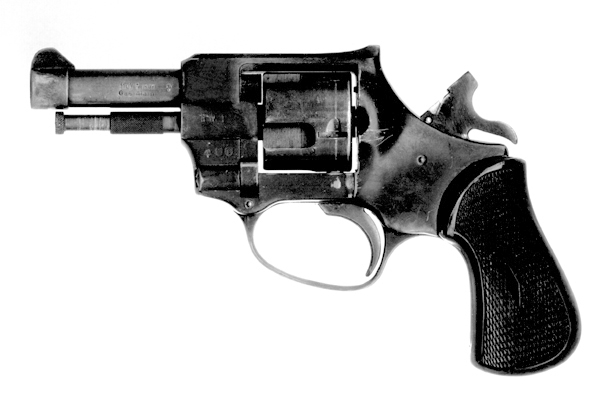

Una part del públic percep Thelma i Louise com una pel·lícula molt violenta. Certes crítiques evoquen el paroxisme de violència gratuïta del qual fan gala les dues heroïnes, considerant que tenen un «comportament sàdic». Altres afegeixen que la pel·lícula és una «expedició punitiva contra els homes» i arriben a comparar les protagonistes amb els assassins en sèrie. Geena Davis recorda que en aquesta pel·lícula només moren tres personatges: el violador i les dues protagonistes. Només hi ha una escena amb cops i ferides al moment de la temptativa de violació, amb els cops que l'agressor dona a Thelma.
Callie Khouri creu que aquesta percepció de gran violència és deguda a una qüestió de prerrogativa de gènere. Per una dona és normal ser dolça i simpàtica, mentre que la violència seria una prerrogativa exclusivament masculina. Com a exemple, Khouri proposa imaginar l'escena de la temptativa de violació amb un personatge masculí en lloc de Louise: un home intenta violar una dona, l'amic d'aquesta dona intervé, acaba abatent el violador, després li diu fotem el camp d'aquí. Aquesta escena interpretada per un home seria simplement trivial en una pel·lícula d'acció. En canvi, si és interpretada per una dona, és percebuda com a molt més violenta, fins i tot totalment subversiva. Susan Sarandon afegeix que la violència de Thelma i Louise és d'un nivell menor que en la majoria de les pel·lícules d'acció clàssiques, on l'heroi és un home blanc. I cita Total Recall on Arnold Schwarzenegger mata una dona d'un tret al cap dient Considera això com un divorci, i no va aixecar en absolut la mateixa indignació que Thelma i Louise.

### Una dimensió lesbiana
Encara que Thelma i Louise no sigui pròpiament una pel·lícula lesbiana i que no hagi estat concebuda com a tal, de vegades se la veu presentant una dimensió homosexual pel fet que les dues heroïnes trenquin la seva relació amb els companys respectius, visquin les aventures que tenen, decideixin acabar el seu periple juntes, s'intercanviïn un petó i finalment es tirin al buit agafant-se la mà, deixant tots els homes al seu darrere.
Certs detractors de Thelma i Louise invoquen igualment la suposada homosexualitat de les heroïnes, afegint-hi generalment consideracions lesbofòbiques com a argument suplementari per justificar el seu rebuig de la pel·lícula.
Aquesta pel·lícula ha estat positivament acollida per moviments lesbians, que la incorporen a la seva filmografia.

### Rebuda de la pel·lícula a França
Una gran majoria del públic i dels crítics a França no ha volgut veure i no veu altra cosa en aquesta obra més que una pel·lícula d'acció eficaç, amb per única originalitat d'ensenyar dones en papers fins aquí reservats als homes, portat per la interpretació de dues actrius motivades, al servei d'una història, esgarrapant un «cinema americà de bon grat misògin », i denunciant la persistència de «la brutalitat de l'Amèrica profunda», on « les dones sempre són considerades com éssers inferiors  ».
«A l'Amèrica profunda (...) l'emancipació de la dona és visiblement, per Ridley Scott, un problema que no podrà ser resolt més que en una altra vida: després de moltes desgràcies, Thelma i Louise fan una última botifarra a tots els homes precipitant-se alegrement al Gran Canyon al volant del seu cotxe, finalment contentes i felices».

### «Thelma & Louise live»
Als Estats Units, encara s'hi troben avui dia insígnies i adhesius proclamant «Thelma & Louise live» (Thelma i Louise viuen). El seu missatge està carregat de significacions simbòliques: n'hi ha que hi veuen el símbol de dues dones fugitives adreçant un últim «fota't!» al patriarcat, del triomf de la vida sobre la mort, de l'oprimit sobre l'opressió, de la reivindicació d'una justícia no sexista o d'una immortalitat d'amazones. Altres comparen la insígnia amb aquella que proclamava «Jesus lives » (Jesús viu) i li atribueixen una significació mística que vol que la mort física es vegi succeïda per una vida eterna. En tot cas, aquesta acció demostra que, al cap dels anys de l'estrena de Thelma i Louise, els personatges viuen en la memòria col·lectiva i que la pel·lícula continua sent dinàmica, generant significats nous a mesura que d'altres espectadors la descobreixen en un nou context.

## Influències ulteriors deThelma i Louise
Thelma i Louise ha obtingut un gran èxit i avui se la considera com un clàssic, sent objecte de nombroses referències de la cultura popular i influenciant diverses creacions artístiques.

### Influències al cinema
Thelma i Louise ha estat una pel·lícula clau en la història de les road movies, ja que ha obert la via a pel·lícules femenines dins d'aquest gènere. S'hi han inspirat diversos guions: Leaving Normal (1992), Beautiful Creatures (2000), El príncep Joe (2000), la pel·lícula italiana Benzina (2001) o la francesa Jeunesse dorée (2001).

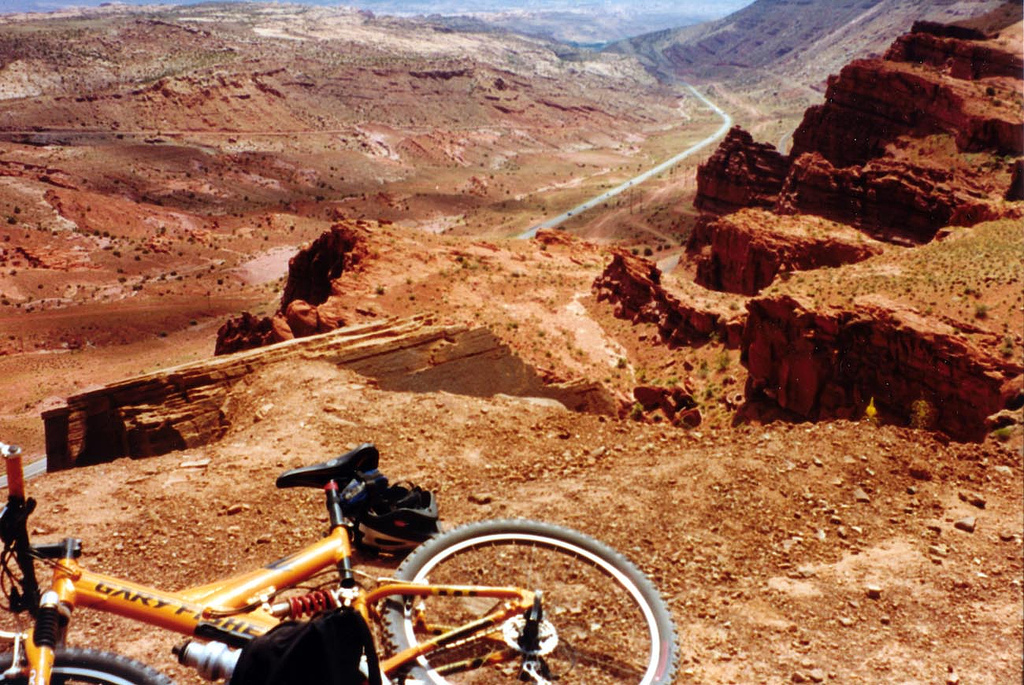

Per la seva eventual dimensió homosexual, Thelma i Louise ha iniciat una sèrie de road movies no només lesbians, com l'adaptació cinematogràfica de Even cowgirls get the blues (1993) i la pel·lícula Boys on the Side (1995), sinó també gais com My own private Idaho (1991), The Living End (1992) i Extravagances (1995).
La pel·lícula conté una seqüència on un ciclista rasta, havent descobert el policia tancat dins del maleter del seu cotxe, envia el fum del seu porro pels forats de ventilació fets per Thelma. Aquesta escena, en particular el fet que tot el que es vegi del policia sigui un petit dit blanc indicant l'emplaçament de les claus, s'ha interpretat com el final simbòlic de la presència exclusiva de l'home blanc heterosexual al Far West. Després de Thelma i Louise, ha augmentat la presència de la gent de color en els llargmetratges americans dedicats a la carretera, com a Get on the Bus (1996) i Llaços d'acer (1996).
Thelma i Louise és igualment una de les primeres pel·lícules que posa en escena dones responent per les armes a la violència de gènere. Ha inspirat altres pel·lícules sobre aquest tema: en principi l'adaptació cinematogràfica de la novel·la Dirty Weekend (1993) de Helen Zahavi, que a imatge de la polèmica causada per l'estrena de la pel·lícula de Ridley Scott, és l'última de les obres de literatura que ha estat objecte d'una demanda de prohibició a la Càmera dels Lords del Parlament de Londres per immoral.

#### Referències en la música

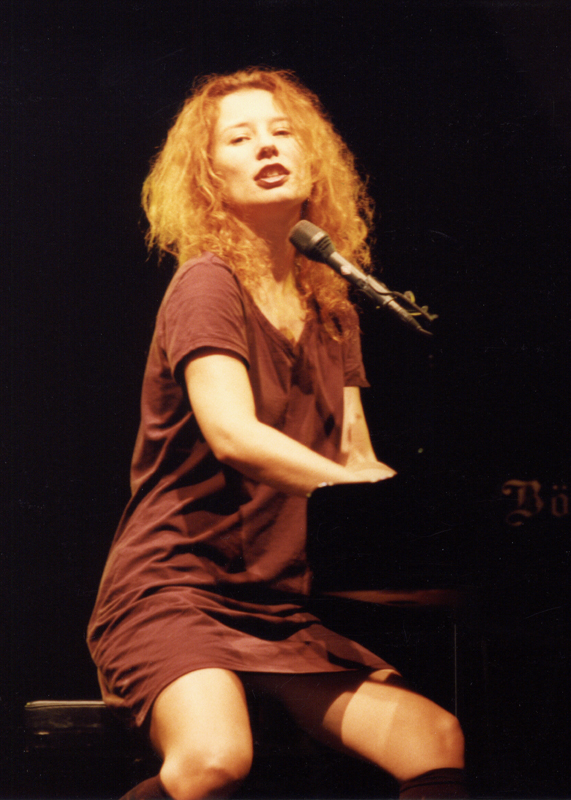